# 贊格祖爾
《贊格祖爾》（Զանգեզուր），是一部1938年的亞美尼亞黑白電影，以1920年代的俄國內戰為題材。

## 電影內容
《贊格祖爾》以1920年代的俄國內戰為題材，講述亞美尼亞革命聯盟與布爾什維克武裝力量在贊格祖爾一帶的衝突，又描繪蘇聯紅軍如何幫助亞美尼亞人；在電影中，亞美尼亞的布爾什維克黨人成功把亞美尼亞革命聯盟從贊格祖爾的山區要塞趕出去。

## 反響
有雜誌形容《贊格祖爾》和另一部亞美尼亞電影《佩波》均是「生動和自然」的。書籍《多民族的蘇聯電影》亦對這部電影作出正面評價，形容此電影是一部「歷史和革命史詩」，亦是最佳亞美尼亞電影之一，又讚揚在此電影參演的赫拉奇阿·涅爾西相能塑造角色；此書又認為《贊格祖爾》帶動了亞美尼亞本地的電影攝影產業，並為這個產業奠定未來的路線。此外，此電影的導演別克-納扎良、演員阿韋特·阿韋季相和赫拉奇阿·涅爾西相亦在1941年獲得斯大林奖二等奖。
《贊格祖爾》的配樂《贊格祖爾進行曲》講述亞美尼亞的革命運動，是一首著名的電影配樂；阿拉姆·哈恰圖良憑藉他為這部電影和《佩波》創作的配樂，獲頒授「亞美尼亞榮譽藝術工作者」的榮譽頭銜。
雖然《贊格祖爾》獲得以上的正面評價，但此電影在互聯網電影資料庫只獲4.8分（最高10分，數據截至2015年8月）；亦有期刊批評一些包括《贊格祖爾》在內的蘇聯電影的最大價值皆是為共產主義作政治宣傳。

## 外部連結
- 互联网电影数据库（IMDb）上《贊格祖爾》的资料（英文）
- 爛番茄上《贊格祖爾》的資料（英文）
- YouTube上的Зангезур / Զանգեզուր / Zangezur (1938) (ARM)
- YouTube上的Арам Хачатурян - Зангезурский марш (1938)（電影中的《贊格祖爾進行曲》）